# Johannes Adrianus Zoet
Johannes Adrianus Zoet (Den Haag, 12 oktober 1908 — Rijswijk, 7 september 1992) was een Nederlands schermer. Hij begon pas op 29-jarige leeftijd met de schermsport en werd in 1944 Nederlands kampioen op degen.
Op 39-jarige leeftijd heeft hij meegedaan aan de Olympische Spelen van 1948 te Londen.

## Bondsbestuur
Na zijn actieve periode begaf hij zich op het bestuurlijke vlak en werd gekozen in het bondsbestuur van de Koninklijke Nederlandse Algemene Schermbond (KNAS). Zoet was technisch commissaris bij de bond en hij was het die de Centrale Opleiding voor jeugdige schermers en schermsters op het CIOS (toen nog te Overveen) in het leven riep en hier zeer succesvol mee was.

## Scheidsrechter
Naast bestuurder was Zoet ook scheidsrechter bij tal van wedstrijden en toernooien, zowel nationaal als internationaal. Ook hield hij zich bezig met het opleiden van scheidsrechters en schreef in die hoedanigheid in 1957 een handleiding voor de opleiding van jury-presidenten in de schermsport.

## Parade et Riposte
Zoet was ook in de Haagse vereniging "Parade et Riposte" erg actief. Zo stond hij aan de basis van het internationaal toernooi wat jaarlijks werd gehouden op de terrassen van het bekende hotel Huis ter Duin te Noordwijk. Het werden befaamde toernooien waar zowel in binnen- als in buitenland veel belangstelling voor was. De vereniging en het genoemde toernooi bestaan thans niet meer.

## Jan Zoet bokaal
In 1981 heeft hij zijn naam verleend aan de eerste prijs van de zaalkampioenschappen van Schermzaal Gouda. Daar waren toentertijd zijn dochter Betty Schisano-Zoet en zijn kleinzoon Cecco 'Giancesco' Schisano actief. Schermzaal Gouda bestaat niet meer onder die naam, maar is verdergegaan als Schermvereniging De Vrijbuiters.